# L.A. Woman
《L.A. Woman》은 1971년 4월 19일, 엘렉트라 레코드에서 발매된 미국의 록 밴드 도어스의 여섯 번째 스튜디오 음반이다. 음반 발매 3개월 만에 세상을 떠난 리드 싱어 짐 모리슨이 참여하는 것은 이번이 마지막이다. 그리고 이전 음반들보다 훨씬 더, 이 음반은 블루스의 영향을 많이 받는다. 이 음반은 음악 프로듀서 폴 A. 로스차일드 없이 녹음되었는데, 그가 그들의 스튜디오 공연의 품질 부족에 대해 그룹과 함께 실각한 후였다. 그 후 밴드는 오랫동안 사운드 엔지니어였던 브루스 보닉과 함께 이 음반을 공동 프로듀싱했다.
〈Love Her Madly〉는 음반 발매 전인 1971년 3월에 싱글로 발매되었고 빌보드 핫 100에서 톱 20에 올랐다. 발매와 동시에 이 음반은 빌보드 200에서 9위로 정점을 찍었고, 영국 음반 차트에서 28위에 올랐다. 〈Riders on the Storm〉이라는 곡도 차트 성공을 거두었다.
비평가인 리치 언터버거와 데이비드 퀀틱은 모리슨의 보컬 퍼포먼스와 블루스 록 뿌리로의 헐벗은 복귀를 언급하며 《L.A. Woman》을 도어스 최고의 음반 중 하나라고 불렀다.

## 배경
도어스는 1969년까지 상업적이고 비판적인 성공을 거두었지만, 그 해 동안 그들은 라디오 재생목록에서 블랙리스트에 올랐고, 그들의 콘서트 예약은 가수 짐 모리슨이 플로리다주 마이애미에서 열린 콘서트에서 욕설과 외설적인 노출로 기소되면서 줄어들었다. 모리슨은 1968년 말에 탈퇴를 언급했지만, 키보디스트인 레이 만자렉이 6개월을 더 머물 것을 확신했다. 1970년 9월 20일, 모리슨은 마이애미 사건으로 유죄 판결을 받았다. 1971년 벤 퐁토레스와의 인터뷰에서 모리슨은 마이애미에 대해 이렇게 말했다. "저는 무의식적으로 제가 그 콘서트에서 이해하려고 노력했다고 생각합니다. 저는 그것을 터무니없는 것으로 줄이려고 노력했습니다. 그리고 그것은 너무 잘 작동했습니다."

## 발매 및 평가
| 전문가 평가                   | 전문가 평가 |
| 평가 점수                     | 평가 점수   |
| 출처                          | 점수        |
| ----------------------------- | ----------- |
| AllMusic                      | [ 4 ]       |
| Christgau's Record Guide      | A–          |
| Classic Rock                  | [ 11 ]      |
| Encyclopedia of Popular Music | [ 12 ]      |
| MusicHound                    | 4/5         |
| PopMatters                    | [ 14 ]      |
| Q                             | [ 15 ]      |
| Rolling Stone                 | [ 16 ]      |
| The Rolling Stone Album Guide | [ 17 ]      |
| Slant Magazine                | [ 18 ]      |

《L.A. Woman》은 1971년 4월 19일에 발매되었다. 이 음반은 빌보드 200에서 9위에 올랐고, 36주 동안 차트에 머물렀으며, 영국에서 28위에 올라 4주 동안 영국 음반 차트에서 활동했다. 첫 번째 커버 프레싱은 버건디 색상의 곡면 판지 컷아웃 슬리브가 있었으며, 뒤에서 접착된 투명한 엠보싱 셀로판 인서트를 프레임으로 만들었다. 사진은 웬델 해믹에게 돌아갔다. 엘렉트라 레코드의 최고 경영자인 자크 홀츠먼에 따르면 "저는 다른 음반이 나올지 확신하지 못했기 때문에 빌 하비에게 컬렉터 커버를 만들게 했습니다. 도어의 얼굴이 투명 필름에 인쇄되었습니다. 내부 슬리브의 백킹 색상이 변경되어 패키지 분위기에 영향을 미칠 수 있습니다. 이번 음반은 짐이 수염을 기른 첫 번째 음반입니다. 그의 사진은 오른쪽에 있습니다. 다른 사진보다 크지도 작지도 않고, 밴드의 다른 남자일 뿐입니다."
석방 3개월 후인 7월 3일, 모리슨은 숨진 채 발견됐다. 모리슨이 파리에서 돌아온 후, 향후 녹음을 위해 모리슨과 다른 사람들 사이에 논의가 있었다. 이 음반에는 〈Love Her Madly〉 싱글이 함께 수록되었는데, 이 싱글은 3월에 발매되어 11주 동안 빌보드 핫 100에서 11위를 차지했으나 영국에서는 차트화하지 못했다. 6월에 싱글 〈Riders on the Storm〉이 추가로 발매되었고 《빌보드》 차트에서 14위에 올랐으며, 영국 차트에서 22위를 기록했다.

## 곡 목록
모든 곡들은 특별한 언급이 없는 한 짐 모리슨, 레이 만자렉, 로비 크리거 그리고 존 덴스모어에 의해 작사/작곡하였다.
| #  | 제목                       | 재생 시간 |
| -- | -------------------------- | --------- |
| 1. | 〈The Changeling〉         | 4:20      |
| 2. | 〈Love Her Madly〉         | 3:18      |
| 3. | 〈Been Down So Long〉      | 4:40      |
| 4. | 〈Cars Hiss by My Window〉 | 4:10      |
| 5. | 〈L.A. Woman〉             | 7:49      |

| #  | 제목                                        | 작사·작곡  | 재생 시간 |
| -- | ------------------------------------------- | ---------- | --------- |
| 1. | 〈L'America〉                               |            | 4:35      |
| 2. | 〈Hyacinth House〉                          |            | 3:10      |
| 3. | 〈Crawling King Snake〉                     | 존 리 후커 | 4:57      |
| 4. | 〈The WASP (Texas Radio and the Big Beat)〉 |            | 4:12      |
| 5. | 〈Riders on the Storm〉                     |            | 7:14      |

## 인증
| 국가                                                  | 인증        | 판매량/출하량 |
| ----------------------------------------------------- | ----------- | ------------- |
| 오스트레일리아 (ARIA)                                 | 4× 플래티넘 | 280,000^      |
| 오스트리아 (IFPI 오스트리아)                          | 골드        | 25,000*       |
| 캐나다 (뮤직 캐나다)                                  | 3× 플래티넘 | 300,000^      |
| 프랑스 (SNEP)                                         | 2× 플래티넘 | 945,800*      |
| 독일 (BVMI)                                           | 골드        | 250,000^      |
| 스페인 (PROMUSICAE)                                   | 플래티넘    | 100,000^      |
| 스위스 (IFPI 스위스)                                  | 골드        | 25,000^       |
| 영국 (BPI)                                            | 골드        | 100,000^      |
| 미국 (RIAA)                                           | 2× 플래티넘 | 2,000,000^    |
| *판매량을 기반으로 한 인증 ^출하량을 기반으로 한 인증 |             |               |